# 코시 아가사
코시 아가사(프랑스어: Kossi Agassa, 1978년 7월 2일 ~ )는 토고 출신의 전 골키퍼다. A매치 통산 74경기를 뛰었던 아가사는 2006년 FIFA 월드컵에서 토고의 주전 골키퍼로 활약했다.

## 사망 오보
2010년 1월 9일 코시 아가사가 사망했다는 AP 통신사의 보도가 나왔다.토고 대표팀은 8일에 아프리카 네이션스컵 가나와의 경기에 참가를 위해 앙골라 국경의 카빈다 지방을 지나다가 괴한들의 총격을 받았고, 이때 아가사가 사망했다는 것이다. 한때 네티즌들은 애도를 표시했으나, 확인 결과 사실이 아닌 것으로 밝혀졌다.

## 경력
- 2000년 아프리카 네이션스컵 국가대표
- 2002년 아프리카 네이션스컵 국가대표
- 2006년 아프리카 네이션스컵 국가대표
- 2006년 FIFA 월드컵 국가대표
- 2013년 아프리카 네이션스컵 국가대표